# CS Universitatea Craiova
A Universitatea Craiova román labdarúgócsapat, amely a román élvonalban szerepel.

## Története
Az Universitatea Craiova az egyik legjelentősebb román labdarúgócsapat.
Az 1948-ban alapított CS Universitatea Craiova utódjaként emlegetík Romániában a csapatot. 2013 nyarán a helyi hatóságok és Pavel Badea, a Craiova Egyetem Sportklubjának elnöke támogatásával létrehozta a CS U Craiova klub profi labdarúgó csapatát. 
2018. május 27-én az egyetem megszerezte első trófeáját, miután megnyerte a Román Kupa döntőjét. 

## Eredmények
A CS U Craiova 1948 és 1991 közötti eredményeit ennek a klubnak írta jóvá a Bukaresti itélőtábla elsőfokon. Ezt követően egy másik bíróság azonban tisztázta, hogy a CS U Craiova nem a csapat jogutódja 1948 és 1991 között.
A konfliktusok tovább folytatódnak, mivel 2018-ban a csapatot irányító vállalat Universitatea Craiova névre változtatta.
A feltűntett eredmények a 2013-as újraalapítás óta értendők
- Liga I
  -  Második (1): 2019-20
  -  Harmadik (1): 2020-21

- Liga II
  -  Bajnok (1): 2013-14

- Román kupa
  -  Győztes (2): 2018, 2021

- Román szuperkupa
  -  Győztes (1): 2021
  -  Döntős (2): 2018

## Jelenlegi játékosok
Frissítve: 2024. május 22.
| #  |     | Poszt | Név                                               |
| -- | --- | ----- | ------------------------------------------------- |
| 1  | ROU | K     | David Lazar                                       |
| 2  | ROU | V     | Ștefan Vlădoiu                                    |
| 3  | HON | V     | Denil Maldonado (kölcsönben a Motagua csapatától) |
| 4  | ROU | KP    | Alexandru Crețu (4. számú csapatkapitány)         |
| 5  | GEO | KP    | Anzor Mekvabishvili                               |
| 6  | ROU | KP    | Vladimir Screciu (3. számú csapatkapitány)        |
| 7  | BIH | KP    | Zvonimir Kožulj                                   |
| 8  | ROU | KP    | Alexandru Mateiu                                  |
| 9  | ROU | CS    | Andrei Ivan                                       |
| 10 | ROU | KP    | Ștefan Baiaram                                    |
| 11 | ROU | V     | Nicușor Bancu (Csapatkapitány)                    |
| 12 | EQG | V     | Basilio Ndong                                     |
| 14 | FRA | KP    | Lyes Houri                                        |
| 15 | CRO | V     | Juraj Badelj                                      |
| 18 | FIN | V     | Pyry Soiri                                        |

| #  |     | Poszt | Név                                          |
| -- | --- | ----- | -------------------------------------------- |
| 19 | BIH | CS    | Elvir Koljić                                 |
| 20 | ROU | CS    | Jovan Marković                               |
| 21 | ROU | K     | Laurențiu Popescu                            |
| 22 | ROU | KP    | Alexandru Cîmpanu                            |
| 23 | ROU | KP    | Mihai Căpățînă                               |
| 24 | ESP | CS    | Jalen Blesa                                  |
| 25 | CRO | V     | Karlo Tomašec                                |
| 26 | MKD | V     | Gjoko Zajkov                                 |
| 28 | ROU | CS    | Alexandru Mitriță (Csapatkapitány-helyettes) |
| 31 | ROU | CS    | Ștefan Bană                                  |
| 33 | ROU | KP    | Robert Lăpădătescu                           |
| 34 | BRA | V     | Raúl Silva                                   |
| 36 | ROU | V     | Florin Gașpăr                                |
| 37 | ROU | KP    | Marian Danciu                                |
| 38 | ROU | K     | Matei Goga                                   |

## Korábbi híres játékosok
| Románia - Sebastian Achim - Mihai Bălașa - Alexandru Băluță - Cristian Bălgrădean - Cristian Bărbuț - Ovidiu Bic - Marius Briceag - Alexandru Cicâldău - Marius Constantin - Costin Curelea - Andrei Dumitraș - Viorel Ferfelea - Cristian Ganea - Florin Gardoș - Valerică Găman - Andrei Hergheligiu - Simon Măzărache - Valentin Mihăilă - Dan Nistor - Paul Papp - Mihăiță Pleșan - Mihai Roman II - Dacian Varga - Bogdan Vătăjelu | Albánia - Kamer Qaka Argentína - Pablo Brandán Brazília - Gustavo Vagenin - Madson Bulgária - Radoslav Dimitrov - Valentin Iliev - Apostol Popov - Hristo Zlatinski Zöld-foki Köztársaság - Kay - Nuno Rocha Elefántcsontpart - Stephane Acka Horvátország - Renato Kelić Németország - Reagy Ofosu | Ghána - Isaac Donkor Olaszország - Mirko Pigliacelli - Fausto Rossi Jordánia - Tha'er Bawab Litvánia - Giedrius Arlauskis Moldova - Nicolae Calancea Portugália - Tiago Ferreira Szerbia - Uroš Ćosić Szlovénia - Jasmin Kurtić Spanyolország - Juan Cámara Svájc - Matteo Fedele - Ivan Martić |

## Korábbi híres edzők

### Románia
- Gavril Balint
- Gheorghe Mulțescu
- Eugen Neagoe
- Victor Pițurcă
- Laurențiu Reghecampf
- Emil Săndoi

### Bulgária
- Ivaylo Petev

### Görögország
- Marinos Ouzounidis

### Olaszország
- Cristiano Bergodi
- Devis Mangia